# Beauchamps-sur-Huillard
Beauchamps-sur-Huillard – miejscowość i gmina we Francji, w Regionie Centralnym, w departamencie Loiret.
Według danych na rok 1990 gminę zamieszkiwało 266 osób, a gęstość zaludnienia wynosiła 15 osób/km² (wśród 1842 gmin Regionu Centralnego Beauchamps-sur-Huillard plasuje się na 875. miejscu pod względem liczby ludności, natomiast pod względem powierzchni na miejscu 757.).